# Vincenz von Abele

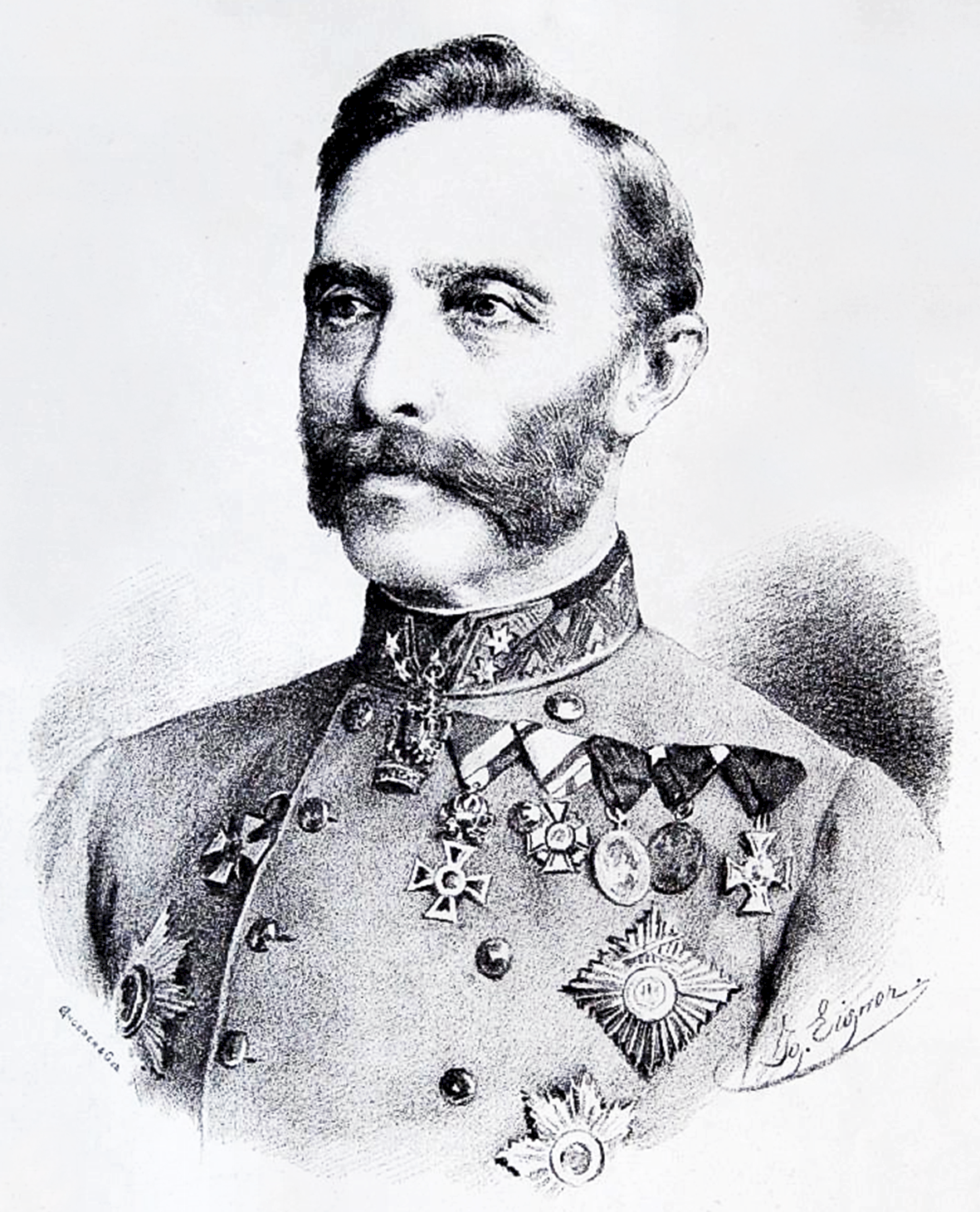
Vincenz Freiherr von Abele

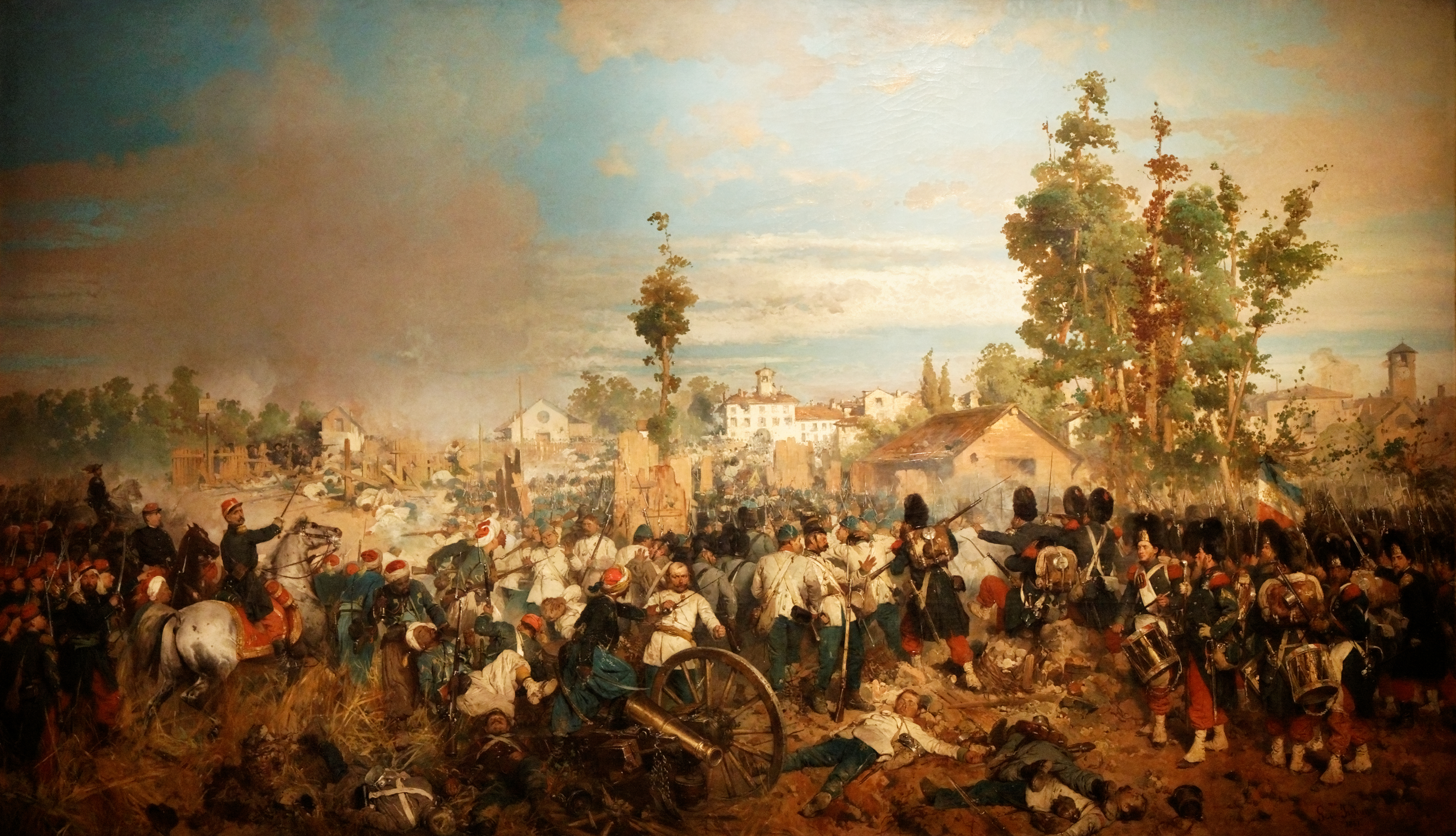
Schlacht bei Magenta 1859

Freiherr Vincenz von Abele (* 10. April 1813 in Baden bei Wien; † 19. Februar 1889 in Graz) war ein österreichischer k. u. k. Geheimer Rat,  Feldzeugmeister und Inhaber des Infanterieregiments Nr. 8.

## Leben

### Jahre der Entwicklung

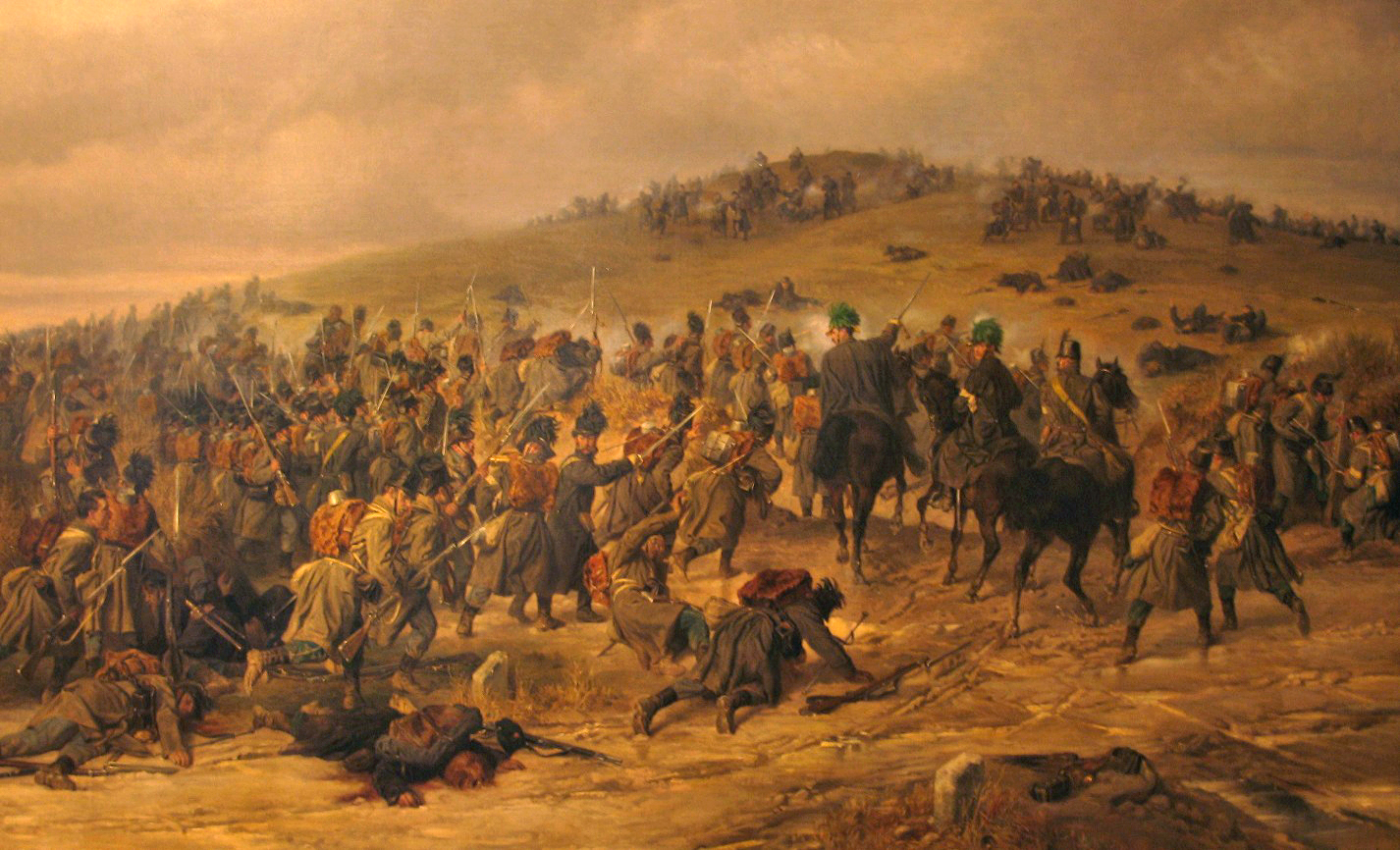
Die Erstürmung des Königsberges bei Oberselk 1864

Abele trat im Jahre 1831 in das Infanterieregiment Nr. 17 ein, diente in demselben als Fähnrich, Unter- und Oberleutnant und machte von 1831 bis 1835 in diesem Regiment alle Ereignisse in der Romagna mit.
Ab 1847 als Hauptmann zum Infanterieregiment Nr. 15 übersetzt, kämpfte 1848 vor Wien, wo er unter anderem das Allerhöchste Hoflager sicher nach Hadersdorf begleitete und 1849 während des ungarischen Aufstands. Hier tat er sich als Kommandant des Landwehrbataillons Nr. 15 durch die entschlossene Verteidigung von Nagy-Sarló am 19. April 1849 besonders hervor, wobei er schwer verwundet, gefangen genommen und von einem russischen Streifkommando befreit wurde. Für sein tapferes Verhalten erhielt Abele das Militärverdienstkreuz mit (nachträglich) der Kriegsdekoration (KD.) und wurde alsbald zum Major befördert.
Im Jahre 1856 in das Adjutantenkorps transferiert, rückte der Offizier zum Oberstleutnant vor. Den Feldzug von 1859 in Italien machte er als Adjutant des 2. Armeekorps mit. In der Schlacht bei Magenta wirkte er – nach der Relation des Korpskommandanten – durch sein entschlossenes Benehmen sehr vorteilhaft auf den Gang des Gefechtes ein, brachte geworfene Abteilungen zum Raillieren und erneutem Vorgehen, sammelte insbesondere beim Rückzug Leute und Geschütze vor Corbetta und führte sie in Ordnung nach Cisliano. Für diese besonders gerühmten tapferen Leistungen wurde er mit dem Orden der Eisernen Krone 3. Klasse mit der Kriegsdekoration (KD.)  ausgezeichnet (3. Juli 1859), sodann im Dezember 1859 zum Oberst und Kommandanten des Infanterieregimentes Nr. 72 ernannt.
Am 12. März 1860 wurde er wegen seiner „Leistungen im Felde“ in den erbländisch-österreichischen Ritterstand erhoben.
Den Feldzug von 1864 im Deutsch-Dänischen Krieg machte der Kommandant des Infanterieregiments Freiherr von Ramming Nr. 72 mit. Nach der endgültigen Niederlage des dänischen Königs Christian IX. wurde dem Oberst am 14. Juli die Ehre zuteil, an dem nördlichsten Punkt Jütlands, dem Kap Skagen, das österreichische Banner neben dem preußischen aufzupflanzen, wonach unter den Klängen der beiden Nationalhymnen sowie dem Donner der Geschütze die Besitznahme Jütlands feierlich verkündet wurde. Er wurde im weiteren Verlaufe dem Militärgouvernement für Jütland zugeteilt und mit dem königlich preußischen Kronenorden 2. Klasse mit Stern und Schwertern ausgezeichnet. Nach der Erkrankung des Generalmajors Ritter von Kalik übernahm Abele das Kommando von dessen in Holstein stationierter Brigade als Oberstbrigadier. Er räumte bei Beginn der Feindseligkeiten mit Preußen 1866 das Land und stieß zur Nordarmee nach Böhmen.

### Als General

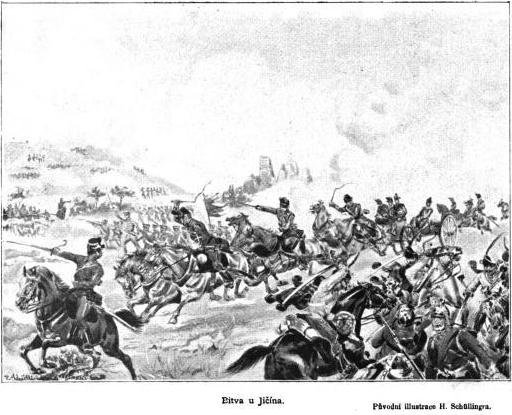
Schlacht bei Gitschin 1866

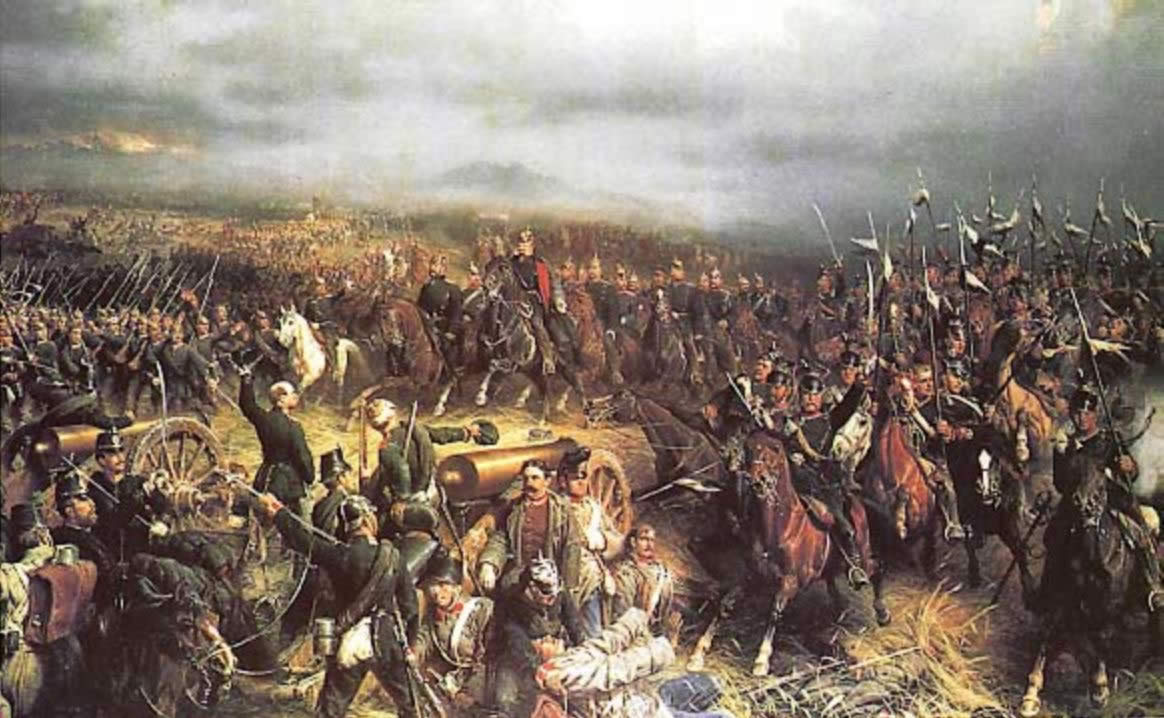
Schlacht von Königgrätz 1866

Der Freiherr wurde mit Rang vom 1. Juli 1866 Generalmajor. Dort wurde er in das 1. Korps eingeteilt, griff bereits bei Podol ins Kriegsgeschehen ein und zeichnete sich insbesondere in der Schlacht bei Gitschin aus, wo es ihm gelang, die Flankenattacke Tümplings abzuwehren, sodann dessen Brigade zum Rückzug zu zwingen. Auch in der Schlacht von Königgrätz kämpfte er bravourös. Die Korps-Kommando-Relation sagt hierüber: „General-Major Abele hat sich durch umsichtsvolle Führung seiner Brigade bei Jičín sehr hervorgetan, ganz besonders aber in der Schlacht bei Königgrätz, wo dieser tüchtige General seine Brigade im heftigsten Feuer noch in Ordnung zu erhalten verstand, als die Lockerung des taktischen Verbandes schon allgemein war. Dieser Herr General wusste auf seine Truppe bestens einzuwirken, und die musterhafte Haltung der Brigade während des ganzen Feldzuges bewies dies.“ Auch wurde er für seine tapferen und vorzüglichen Leistungen mit dem Ritterkreuz des Leopoldordens dekoriert.
Anno 1870 wurde er Kommandant der 2. Truppendivision. Seine Ernennung zum Feldmarschallleutnant erfolgte am 26. April 1871 und 1873 wurde er dem Generalkommando in Wien zugeteilt.
Anlässlich seines fünfzigjährigen Dienstjubiläums verlieh ihm Kaiser Franz Joseph I. mit Allerhöchstem Handschreiben vom 25. April 1875, in Anerkennung seiner pflichtgetreuen und vorzüglichen Dienste, den Orden der Eisernen Krone 2. Klasse und in der Folge wurde er mit Diplom vom 2. August 1876 in den Österreichischen Freiherrnstand erhoben.
Durch Allerhöchste Entschließung von Kaiser Franz Joseph I. vom 16. Dezember 1877 wurde der Freiherr Inhaber des Infanterieregiments Nr. 8, weiters am 4. April 1879 mit der Würde eines Geheimen Rates geehrt sowie am 20. Oktober 1881 mit den Orden der Eisernen Krone 1. Klasse ausgezeichnet.
Der General, der auch den kaiserlich russischen St. Annen-Orden 1. Klasse, das Großkreuz des königlich italienischen Kronenordens und des persischen Sonnen- und Löwenordens besaß, trat am 1. September 1882 auf sein Ansuchen in den Ruhestand, wobei ihm der Ausdruck der Allerhöchsten Zufriedenheit ausgesprochen und der Feldzeugmeister-Charakter ad honores verliehen wurde.

## Auszeichnungen
Der Feldzeugmeister wurde vielfach dekoriert, unter anderem mit:
- Militärverdienstkreuz mit Kriegsdekoration, 1849
- preußischer Kronenorden II. Klasse mit Stern und Schwertern, 1864
- Ritterkreuz des Leopold-Ordens, 1866
- Orden der Eisernen Krone II. Klasse, 1881
- Russischer Orden der Heiligen Anna I. Klasse
- Großkreuz des Ordens der Krone von Italien
- Großkreuz des persischen Sonnen- und Löwenorden mit Stern

## Familie
Abele heiratete am 1. Dezember 1849 zu Wien Julie Dorothea Dittl (* 21. Jänner 1822 in Laibach; † 15. Mai 1913 in Graz). Das Ehepaar hatte zwei Kinder, Sohn Vinzenz (* 19. November 1854 in Lemberg; † 14. April 1917 in Wien), später k. u. k. Feldmarschallleutnant (Rang vom 6. November 1912) und Tochter Julie. Der Sohn aus ihrer Ehe mit Theodor Stimpfl, († 27. Dezember 1911 in Freudenthal), Theodor Freiherr von Stimpfl-Abele (* 4. Mai 1880 in Salzburg), am 2. Mai 1918 k. u. k. Rittmeister, pflanzte das Geschlecht fort. Da sein Onkel ledig geblieben war, erhielt er als letzter des Geschlechts das Anrecht den Freiherrentitel seiner Mutter zusammen mit dem bürgerlichen Namen seines Vaters zu vereinen.
Zur diesbezüglichen Erhebung in den Adelstand: Der Kaiser hat aus besonderer Allerhöchster Gnade dem k. u. k. Feldmarschalleutnant Vinzenz Freiherr von Abele die taxfreie Übertragung seines Namens, Freiherrnstandes und Wappens auf seinen Neffen, den k. u. k. Oberleutnant d. R., Fabriks- und Gutsbesitzer Theodor Stimpfl in Freudenthal bei Frankenmarkt, am 26. Oktober 1914 bewilligt.

## Wappen
1876: Schild gespalten, rechts in Schwarz ein gekrönter goldener Adler am Spalt, links geteilt, oben in Gold über natürlichen Fluss eine in der Mitte brennende Hölzerne Brücke mit drei Pfeilern, unten in Blau ein grüner Berg. – Zwei Helme, auf dem rechten mit schwarz-goldenen Decken ein geschlossener, vorn goldener, hinten schwarzer Flug, auf dem linken mit blau-goldenen Decken ein gekrümmter geschienter Schwertarm. Schildhalter sind zwei goldene Löwen.
Die Familie des Feldmarschalleutnants Albert Abele von und zu Lilienberg ist mit dieser nicht verwandt, auch nicht eine andere Familie Abele, die im Jahre 1819 den Württembergischen Adel erhielt. Das ist schon durch die unterschiedlichen Wappen zu verifizieren.